# Toldaos (Láncara)
Toldaos (llamada oficialmente San Vicente de Toldaos) es una parroquia y una aldea española del municipio de Láncara, en la provincia de Lugo, Galicia.

## Organización territorial
La parroquia está formada por cuatro entidades de población:
- Airexe (A Eirexe)
- Armilán (Armillán)
- Quintela
- Toldaos

## Demografía

### Parroquia
| Gráfica de evolución demográfica de Toldaos (parroquia) entre 2000 y 2020 |
|                                                                           |
| Datos según el nomenclátor publicado por el INE.                          |

### Aldea
| Gráfica de evolución demográfica de Toldaos (aldea) entre 2000 y 2020 |
|                                                                       |
| Datos según el nomenclátor publicado por el INE.                      |